# Петряксы
Петряксы (тат. Питрәксе) — село в Пильнинском районе Нижегородской области, административный центр Петряксинского сельсовета.

## География

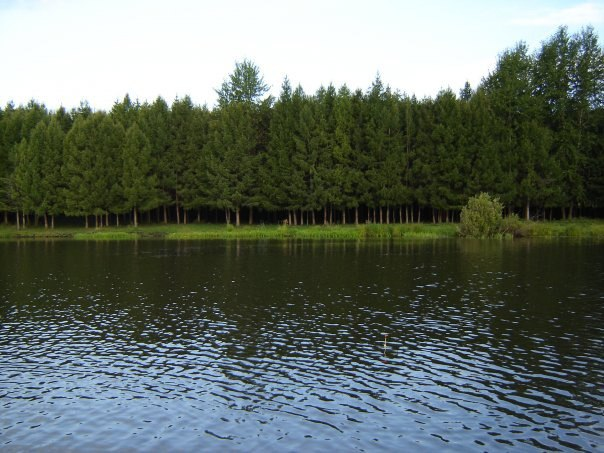

Село расположено в 18 км к югу от районного центра Пильна на берегу реки Сум (в источниках XIX века упоминается как река Петрякса). Почвы вокруг села преимущественно черноземные. В состав Петрякского сельсовета также входит деревня Калиновка. В Петряксах находится озеро Святое.

## Название
Название Петряксы, скорее всего, не имеет отношения к происхождению от чувашского Петр Касса — версия, выдвинутая профессором Нижегородского государственного лингвистического университета О. Н. Сенюткиной. Ни одна из версий о происхождении названия села ничем не обоснована.

## История
Село основано около 1451 года, как и соседнее село Красная Горка.
В памятной книжке Симбирской губернии за 1869 год есть сведения о том, что Петряксинская волость Курмышского уезда Симбирской губернии (до перераспределения границ губернии и упразднения уездов Петряксы входили в состав Симбирской губернии) насчитывала 9 деревень, 1420 дворов и 7974 человека. На сайте Государственного архива Ульяновской области также есть запись, свидетельствующая о том, что Петряксы были крупным селом. Когда-то оно значилось как районный центр, в состав которого входило несколько сел. В то же время в Петряксах были полицейский участок, пожарная часть (действующая до сих пор), Камера Предварительного Заключения ((КПЗ) этот дом до сих пор стоит на улице Советской номер дома — около сорока с чем-то) почта (раньше была зданием НКВД, а еще раньше домом зажиточного крестьянина Мухаметжанова Калимуллы Мухаметжановича, 1872 года рождения, уроженца и жителя села Петряксы Краснооктябрьского района, (Инф с сайта мемориал: Мухаметжанова Калимулла Мухаметжанович, 1872 года рождения, сапожник-кустарь. Арестован 31.10.1937 г., 19.11.1937 г. «тройкой» приговорен к ВМН (высшей мере наказания, то есть расстрелу), пекарня, мельница, ветеринарный участок.
Запись из книги А. И. Артемьева о Симбирской губернии гласит: «Петрякса, д. уединения при реке Петряксе (ныне река Сум, на картах река Малая Медяна), находится в 1-м стане Курмышского уезда по правую сторону Почтового тракта из Симбирска в Курмыш. Число дворов — 342, число жителей мужского пола — 1418, женского — 1271. Имеется 4 магометанские мечети». Тем не менее, этой информации более полутора веков, так как она датирована 1859 годом.
Из медресе Хамидуллы Альмушева в селе Петряксы вышло много служителей культа, которые проводили свои службы в селах Нижегородской области и других местах, среди них были и бывшие имамы Московской соборной мечети.
В 1916 году здесь было уже 7 мечетей, возможно, перед началом гонений на религию была построена восьмая. Неизвестно, все ли они были разрушены в годы наступления на религию, ведь на улице Советской есть еще один дом (номер дома, предположительно, 32-34). Сейчас это жилой дом, но раньше в нем располагались ясли, а еще раньше — мечеть (эта версия остается версией, так как чертежей мечетей, похожих на этот дом, не найдено, запрос был сделан по чертежам мечетей Петряков, Красной Горки, Мочалей, Красного Острова и даже Рыбушкино, скорее всего, это здание было собрано из нескольких мечетей, возможно, разных деревень). На фоне других домов оно выделяется, и даже внешний вид здания выдает его прошлое.
В 1921 году Курмышский уезд был упразднен, а его восточная часть вместе с Курмышом вошла в состав Сергачского уезда Нижегородской губернии. В 1944 году Петряксы стали центром одноименного района Нижегородской области на 13 лет, и в это время численность населения достигала, по некоторым данным, 5000 человек.
В 1970-х годах про тружеников колхоза имени Жданова был снят фильм «Хвала рукам, что пахнут хлебом».
На данный момент в селе Петряксы есть пожарная часть, почта, «СберКасса», сельская администрация, сельский центр (включая библиотеку, спортивный зал), СПК, детский сад, школа, бар, салон красоты, несколько магазинов и две мечети. Сейчас в Петряксы строится бетонный завод[когда?]

.
Местная больница, которой в июле 2021 года исполнилось 85 лет, обслуживает 4 татарских села (Петряксы, Красная Горка, Старый и Новый Мочалей); 1 русское село (Калиновка); 1 мордовское село (Наваты).

## Население
| 2002 | 2010 |
| ---- | ---- |
| 796  | ↗878 |

Большинство населения — татары, также проживает некоторое количество чувашей, русских.
Численность населения села увеличивается благодаря приезжающим в летнее и зимнее время на каникулы и отпуска городским жителям.

## Религия
В селе две мечети.

## Известные люди
- Алимов, Нур Нивманович (1892—1964) — первый чемпион России по боксу, партийный и государственный деятель, его родители уроженцы д. Петряксы.
- Альмушев, Хамидулла (1855—1929) — улем и просветитель, глубокий знаток исламской культуры, имам-хатыб 4-й соборной мечети (1887 года постройки) с. Петряксы, основатель и преподаватель местного медресе, известного среди мусульман как «медресе Хамидуллы»; хафиз Корана, хаджи, переводчик, богослов, путешественник, бывш. имам петербургской мечети, мусульманский служитель Петергофа (мусульманские части императорской гвардии).
- Ибрагимов, Шаймардан Нуриманович (1899—1957) — советский партийный и государственный деятель. Его именем названа одна из улиц Москвы.
- Раззаков, Фархад Ибатович (1962) — писатель, историк, его мать, Туктарова Нажия Садековна, уроженка д. Петряксы.
- Абдуллин, Наим Абдулбярович (1927—2024) — советский партийный деятель, секретарь Краснооктярьского РК КПСС, с 1965 по 1980 год являлся первым секретарём Пильнинского РК КПСС. Позднее возглавлял государственную хлебную инспекцию Горьковской области. Работал учителем физики и математики в Петряксинской СОШ. Кавалер ордена им. Ленина, Трудового Красного Знамени.